# Касьянов Олексій Сергійович
Олексій Сергійович Касьянов (26 серпня 1985) — український легкоатлет-десятиборець, олімпієць, призер чемпіонатів світу та Європи.
Станом на жовтень 2012 особистий рекорд Касьянова становить 8479 очок. Він був встановлений на чемпіонаті світу 2009 року в Берліні.
На вересень 2014-го — спортсмен-інструктор спортивної команди Національної гвардії України, молодший сержант. 20-21 вересня виборов срібну медаль на турнірі Decastar.
Починаючи з 2022, працює старшим тренером з багатоборств у складі національної збірної України з легкої атлетики.

## Виступи на Олімпіадах
| Олімпіада   | Дисципліна    | Місце        |
| ----------- | ------------- | ------------ |
| Пекін 2008  | десятиборство | 7            |
| Лондон 2012 | десятиборство | 7            |
| Ріо 2016    | десятиборство | не фінішував |

## Виступи на чемпіонатах світу та Європи
| Рік  | Змагання                                | Місце проведення | Місце | Дисципліна    | Очки        |
| ---- | --------------------------------------- | ---------------- | ----- | ------------- | ----------- |
| 2007 | Чемпіонат Європи U23                    | Дебрецен         | 4     | Десятиборство | 7964        |
| 2007 | Універсіада                             | Бангкок          | 4     | Десятиборство | 7858        |
| 2009 | Чемпіонат Європи в закритих приміщеннях | Турин            | 2     | Семиборство   | 6205        |
| 2009 | Гіпо-мітинг                             | Гетціс, Австрія  | 5     | Десятиборство | 8286        |
| 2009 | Чемпіонат світу                         | Берлін           | 3     | Десятиборство | 8479        |
| 2010 | Чемпіонат світу в закритих приміщеннях  | Доха             | 6     | Семиборство   | 6019        |
| 2010 | Чемпіонат Європи                        | Барселона        | -     | Десятиборство | не завершив |
| 2011 | Чемпіонат світу                         | Тегу             | 12    | Десятиборство | 8132        |
| 2012 | Чемпіонат світу в закритих приміщеннях  | Істамбул         | 2     | Семиборство   | 6071        |
| 2012 | Чемпіонат Європи                        | Гельсінкі        | 2     | Десятибоство  | 8321        |

## Сім'я
18 жовтня 2014 року одружився у Запоріжжі на іншій українській багатоборці Ганні Мельниченко